# Міхал-над-Житавою
Міхал-над-Житавою (словац. Michal nad Žitavou) — село, громада округу Нове Замки, Нітранський край. Кадастрова площа громади — 8.19 км².
Населення 662 особи (станом на 31 грудня 2019 року).

## Історія
Міхал-над-Житавою згадується 1158 року.

## Населення
| Рік:            | 1994. | 2004.   | 2014.   | 2024.   |
| --------------- | ----- | ------- | ------- | ------- |
| Кількість осіб: | 684   | 697     | 665     | 683     |
| Різниця:        |       | +1,90 % | -4,59 % | +2,70 % |

| Рік:            | 2023. | 2024.   |
| --------------- | ----- | ------- |
| Кількість осіб: | 681   | 683     |
| Різниця:        |       | +0,29 % |